# 岐阜県立加茂高等学校蜂屋分校
岐阜県立加茂高等学校蜂屋分校（ぎふけんりつかもこうとうがっこう　はちやぶんこう）とは、かつて岐阜県加茂郡蜂屋村（現・美濃加茂市）にあった公立の高等学校の分校。

## 概要
- 加茂高等学校の定時制の分校であった。県立高等学校の分校であったが、設置者は蜂屋村であった[注釈 2]。

## 沿革
- 1949年（昭和23年） - 加茂郡蜂屋村に岐阜県立加茂高等学校蜂屋分校として開校。定時制農業科（男子）、家庭科（女子）を設置。校舎は蜂屋小学校の校舎などを使用。
- 1952年（昭和27年）3月 - 廃校。廃校時の生徒は農業科38名、家庭科22名。